# チュンドゥ線
チュンドゥ線（チュンドゥせん）は、朝鮮民主主義人民共和国咸鏡北道慶興郡にある松鶴駅からチュンドゥ駅までを結ぶ鉄道路線である。

## 路線データ
- 路線距離：松鶴 - チュンドゥ間? km
- 駅数：2（両端駅を含む）
- 軌間：1435 mm
- 電化区間：なし
- 複線区間：なし

## 駅一覧
- 駅所在地は全線咸鏡北道慶興郡内。

| 駅名         | 駅名   | 駅名    | 駅間キロ (km) | 累計キロ (km) | 接続路線             |
| 日本語       | 朝鮮語 | 英語    | 駅間キロ (km) | 累計キロ (km) | 接続路線             |
| ------------ | ------ | ------- | ------------- | ------------- | -------------------- |
| 松鶴駅       | 송학역 | Songhak | 0.0           | 0.0           | 北朝鮮鉄道省：咸北線 |
| チュンドゥ駅 | 춘두역 | Ch'undu |               |               |                      |

## 参考資料
- 国分隼人『将軍様の鉄道 北朝鮮鉄道事情』新潮社、2007年。ISBN 9784103037316。